# Francena McCorory
Francena McCorory (20 de octubre de 1988) es una atleta estadounidense, conocida principalmente por correr los 400 metros, y es de la NCAA y poseedora del récord de interior americano en ese evento. Fue miembro del equipo olímpico de Estados Unidos de 2012 y ganó la medalla de oro en los 4 × 400 m relé en los Juegos Olímpicos de Londres 2012. Ella es la reina de la IAAF de 400 metros Campeona Mundial de En pista cubierta (2014).
En los Juegos Olímpicos de 2012, McCorory compitió en los 400 metros y de relevo 4 × 400 m. En la final de 400 metros, McCorory terminó séptima con un tiempo de 50.33. En el relé, McCorory corrió la tercera etapa de los 4 × 400 m femeninos (en un tiempo de ida de 49.39), con DeeDee Trotter, Allyson Felix y Sanya Richards-Ross, al momento de ganar con 3:16.87, el tercero mejor tiempo en la historia olímpica detrás de la Unión Soviética y EE. UU. en los Juegos Olímpicos de 1988, y el quinto tiempo más rápido en general.